# Ramón Matías Mella

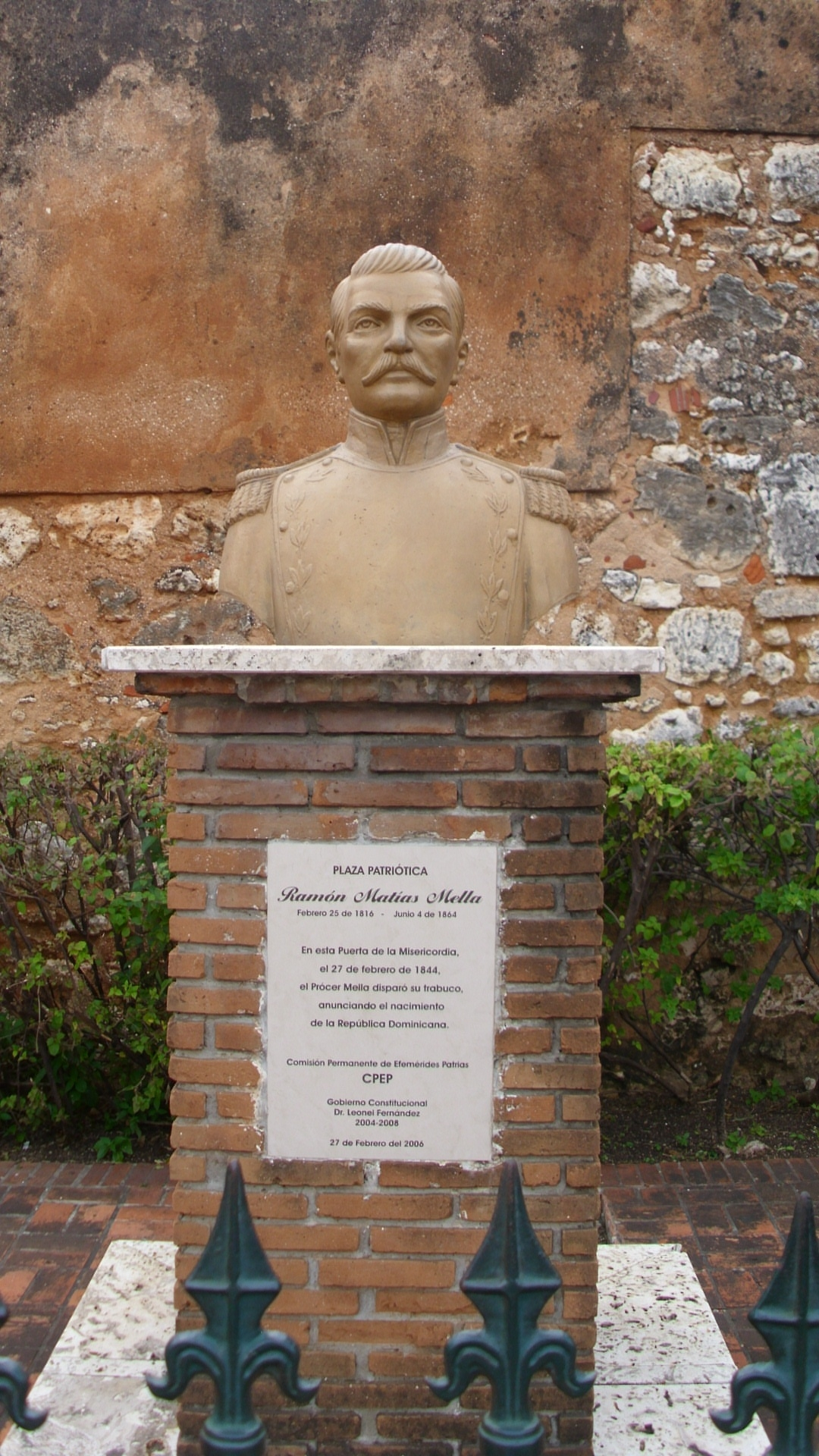
Borstbeeld van Mella bij de Puerta de la Misericordia

Matías Ramón Mella (Santo Domingo, 25 februari 1816 - Santiago de los Caballeros, 4 juni 1864) wordt beschouwd als een nationale held in de Dominicaanse Republiek.
Hij heeft een belangrijke bijdrage geleverd tijdens de Dominicaanse onafhankelijkheidsoorlog tegen Haïti in 1844 en was betrokken bij de bestorming van Fort St. Giles door Dominicaanse strijdkrachten.

## Geschiedenis
Hij was lid van de voorlopige raad van bestuur van de Eerste Republiek, bijeengeroepen 28 februari 1844, en leider van de Dominicaanse onafhankelijkheid. In 1838, zestien jaar nadat het hele eiland La Hispaniola verenigd was onder de heerschappij van Haïti, deed Mella mee met andere Dominicaanse patriotten "met name Juan Pablo Duarte en Francisco del Rosario Sánchez" in de oprichting van La Trinitaria "De Drie-eenheid", een geheim genootschap met het doel het regime van de Haïtiaanse dictator Jean Pierre Boyer omver te werpen.
Vervolgens kwam Mella in contact met de Haïtiaanse oppositieleider Karel Herard, die op zijn beurt de hervormingsbeweging leidde. Samen zijn ze erin geslaagd om Boyer in 1843 omver te werpen. Hierna werd Mella door Herard in Port-au-Prince Haïti gevangengenomen. Er brak in deze stad een opstand uit tegen Herard, die alleen in staat was te domineren met de hulp van de opgesloten Mella en veteranen, die hij daardoor de vrijheid gaf. Mella en zijn volgelingen trokken naar Santo Domingo, veroverde het oostelijk deel van het eiland, en verklaarde in februari 1844 formeel de onafhankelijkheid van Haïti en de proclamatie van de Dominicaanse Republiek.

## Puerta del Conde
Er wordt gezegd dat in de nacht van 27 februari 1844, toen Ramon Matias Mella werd herenigd met andere patriotten bij de Puerta de la Misericordia "Poort van de Genade", hij een schot afvuurde op de aarzeling die dreigde waardoor de operatie zou mislukken. Hij vuurde zijn donderbus en de Patriotten marcheerden naar het bolwerk van de Puerta del Conde" voorheen de Puerta San Gennaro, waar een andere patriciër, Francisco del Rosario Sánchez, aan de wereld de geboorte van de Dominicaanse Republiek kon verkondigen.
Op het moment van de Capotillo Indignación (Protest van de verontwaardiging) van 16 augustus 1863, vanwege de bezetting door Spanje, was de al erg zieke Mella vicepresident van de regering van de Restauratie voor de tweede onafhankelijkheid. Hij vervulde deze functie tot aan zijn dood op 4 juni 1864. Hij is begraven in een prachtig mausoleum, Altar de la Patria, bij La Puerta del Conde (de Poort van graaf), samen met Duarte en Sanchez.
- Biblioteca Nacional de España: XX4764349
- Gemeinsame Normdatei: 105671736X
- International Standard Name Identifier: 0000 0001 2275 8494
- Library of Congress Control Number: n88244264
- Virtual International Authority File: 4036854
- WorldCat: E39PBJghkkW6qKCG46xJMkXjmd